# Ivor Allchurch
Ivor John Allchurch (* 16. Oktober 1929 in Swansea, Wales; † 10. Juli 1997 ebenda) war ein walisischer Fußballspieler und wurde vor allem durch seine Auftritte in der walisischen Nationalmannschaft bei der WM 1958 in Schweden bekannt. In seiner Heimat war er als „Golden Boy“ des walisischen Fußballs bekannt.

## Sportlicher Werdegang
Der groß gewachsene Stürmer wurde von dem ehemaligen Spieler von Swansea Town (heute: „Swansea City“) Joe Sykes entdeckt. Im Mai 1947 schloss sich Allchurch den „Swans“ an, wobei er jedoch noch seinen Wehrdienst leisten musste und daher erst an den Weihnachtstagen des Jahres 1949 zu seinen ersten Einsätzen in der Profimannschaft des Vereins in der zweitklassigen Second Division kam. Bereits bei einem seiner ersten Auftritte beeindruckte er in einem FA-Cup-Spiel gegen den FC Arsenal und nährte früh Spekulationen um einen Wechsel zu einem Spitzenverein. Durch seine Stärken, die neben der Torgefährlichkeit – in seiner Position als etwas zurückhängende Sturmspitze – auch im Passspiel zu finden war, wurde er schnell zu einem der wichtigsten Spieler seiner Mannschaft und kam zudem bereits 1951 gegen England zu dem ersten Länderspiel für Wales. Auch dort wurde der mit beiden Füßen gleich schussstarke Allchurch auf Anhieb zu einem Leistungsträger.
In Swansea verbrachte er lange Jahre bei dem zweitklassigen Verein, zu dem später noch sein Bruder Len stieß (der auch später in der Nationalmannschaft folgen sollte). Obwohl zahlreiche Angebote für einen Wechsel in die First Division vorlagen, darunter die sehr konkrete Offerte im Jahr 1952 der Wolverhampton Wanderers, zu einer Zeit, als Swansea mit finanziellen Problemen zu kämpfen hatte, kam ein Transfer nie zustande. Die Hoffnung, stattdessen mit dem walisischen Verein in die Eliteliga aufzusteigen, scheiterte zumeist daran, dass die Mannschaftsdefensive stets ungleich schwächer als die Offensivkraft besetzt war.
Als dann vermehrt junge Talente die Swans verließen, wechselte auch Allchurch nach 124 Toren in 330 Meisterschaftsspielen – kurz nach seiner Teilnahme an der Weltmeisterschaftsturnier in Schweden – im Oktober 1958 für 28.000 britische Pfund zu Newcastle United. Bei der WM hatte er sein Land bis ins Viertelfinale des Turniers geführt und auf dem Weg dorthin zwei Tore, darunter einen Treffer zum 2:1-Sieg gegen den damals amtierenden Vizeweltmeister Ungarn im Play-off der Vorrunde, geschossen. In der Runde der letzten acht Mannschaften hatte man sich schließlich knapp mit 0:1 dem späteren Weltmeister aus Brasilien geschlagen geben müssen. Diese „Jetzt-oder-nie-Entscheidung“ des Wechsels nach Newcastle wurde im Nachgang von vielen Experten als zu spät angesehen und angesichts seines Talents von dem möglichen Verlust eines Weltstars gesprochen.
In Newcastle wurde Allchurch zwar schnell zu einem Publikumsliebling, konnte aber während seiner Zeit dort bis zum Jahre 1962 – trotz einer Ausbeute von 46 Toren in 143 Meisterschaftsspielen – keinen Titel gewinnen, wechselte dann für nur noch 15.000 Pfund im August 1965 zurück in die Second Division und schloss sich dabei dem walisischen Klub Cardiff City an. Seine insgesamt 15 Jahre umfassende Nationalmannschaftskarriere endete 1966 mit 24 Toren in 68 Spielen, wodurch er bis zum Jahre 1986 Rekordnationalspieler seines Landes war. Nach drei Jahren in Cardiff kehrte er nach Swansea zurück und agierte wieder bei seinem Heimatklub, obwohl dieser mittlerweile nur noch in der drittklassigen Third Division spielte.
Im Jahre 1968 beendete Allchurch sein zweites Engagement in Swansea und spielte noch viele Jahre im Amateurbereich. Nach einer kurzen Zeit bei Worcester City war er Spielertrainer bei Haverfordwest County und agierte anschließend noch bei Pontardawe Athletic. Erst im Alter von 50 Jahren beendete er endgültig seine Fußballerlaufbahn.

## Sonstiges
- Aufgrund seiner Verdienste für den Fußball wurde Allchurch 1966 mit dem Order of the British Empire als „Member of the British Empire“ (MBE) ausgezeichnet.
- Allchurch ist Mitglied der walisischen Hall of Fame.
- Zu seinen Ehren wurde eine Statue errichtet, die vor dem Liberty Stadium (dem heimischen Stadion von Swansea City) errichtet wurde.